# Kontrollratsbefehl Nr. 4
Durch den vom Alliierten Kontrollrat erlassenen Kontrollratsbefehl Nr. 4, betreffend die Einziehung von Literatur und Werken nationalsozialistischen und militaristischen Charakters, vom 13. Mai 1946 wurde die Aussonderung von NS-Literatur aus Bibliotheksbeständen und deren Auslieferung an die Alliierten Behörden befohlen. Die Pflicht zur kompletten Übergabe aller solcher Literatur ließ sich jedoch nicht durchsetzen. Von wissenschaftlichen Bibliotheken wurde dagegen vorgebracht, dass die nun verbotene Literatur der wissenschaftlichen Forschung und für behördliche Zwecke noch erhalten bleiben müsse. Deswegen wurde dem Befehl Nr. 4 am 10. August 1946 ein Paragraph angefügt. Dieser erlaubte es den Befehlshabern der Besatzungszonen (in Berlin der Alliierten Kommandantur), eine begrenzte Anzahl von Exemplaren von der Vernichtung auszunehmen, und gestattete, dass in sie unter Aufsicht der Kontrollbehörden für Forschungs- und Studienzwecke Einsicht genommen werden kann.

## Wortlaut
Kontrollratsbefehl Nr. 4
Einziehung von Literatur und Werken nationalsozialistischen und militaristischen Charakters
vom 13. Mai 1946
geändert am 10. August 1946 (ABl. S. 172)
für die Bundesrepublik Deutschland außer Wirkung gesetzt durch
Artikel 2 des Gesetzes Nr. 16 (Ausschaltung des Militarismus) der Alliierten Hohen Kommission vom 16. Dezember 1949 (ABl. S. 72)
für die DDR außer Wirkung gesetzt durch
Beschluß des Ministerrats der UdSSR über die Auflösung der Hohen Kommission der Sowjetunion in Deutschland vom 20. September 1955
In Anbetracht der Gefahr, die die nationalsozialistische Lehre darstellt, und um so schnell wie möglich die nationalsozialistischen, faschistischen, militaristischen und antidemokratischen Ideen auszumerzen, gleichviel in welcher Form sie in Deutschland ihren Ausdruck gefunden haben, erläßt der Kontrollrat folgenden Befehl:
1. Innerhalb von zwei Monaten nach Veröffentlichung dieses Befehls haben alle Inhaber von Leihbüchereien, Buchhandlungen, Buchniederlagen und Verlagshäusern den Militärbefehlshabern oder sonstigen Vertretern der Alliierten Behörden folgendes auszuliefern:
a) Alle Bücher, Flugschriften, Zeitschriften, Zeitungssammlungen, Alben, Manuskripte, Urkunden, Landkarten, Pläne, Gesang- und Musikbücher, Filme und Lichtbilddarstellungen (Diapositive) – auch solche für Kinder jeglichen Alters –, welche nationalsozialistische Propaganda. Rassenlehre und Aufreizung zu Gewalttätigkeiten oder gegen die Vereinten Nationen gerichtete Propaganda enthalten;
b) Alles Material, das zur militärischen Ausbildung und Erziehung oder zur Aufrechterhaltung und Entwicklung eines Kriegspotentials beiträgt, einschließlich der Schulbücher und des Unterrichtsmaterials militärischer Erziehungsanstalten jeder Art, ebenso alle Reglements, Instruktionen, Anweisungen, Vorschriften, Landkarten, Skizzen, Pläne usw. für alle Truppeneinheiten und Waffengattungen.
2. 2. Innerhalb der gleichen Frist haben alle ehemaligen staatlichen und städtischen Büchereien, alle Universitätsrektoren und Leiter höherer und mittlerer Lehranstalten und aller Forschungsinstitute, die Präsidenten von Akademien, wissenschaftlichen oder technischen Gesellschaften und Vereinigungen ebenso wie die Leiter von Gymnasien und höheren oder niederen Elementarschulen aus den ihnen unterstellten Büchereien die in Ziffer 1 aufgeführte nationalsozialistische und militärische Literatur zu entfernen, an besonders zugewiesenen Orten zusammen mit den dazugehörigen Karten aus der Bücherkartei sorgfältig geordnet zusammenzustellen und den Vertretern der Militärkommandantur oder anderen Alliierten Behörden zu übergeben.
3. Für die vollständige und fristgemäße Übergabe solcher Bücher und Materialien sind die Besitzer ebenso wie die Bürgermeister und örtlichen Behörden verantwortlich.
4. Die Durchführung dieses Befehls wird von den Militärbefehlshabern oder anderen Vertretern der Militärbehörden der Besatzungsmächte überwacht.
5. Alle in diesem Befehl erwähnten Veröffentlichungen und Materialien sind den ZonenBefehlshabern zwecks Vernichtung zur Verfügung zu stellen.

Durch den Befehl des Kontrollrats vom 10. August 1946 wurde dem Befehl Nr. 4 folgender Paragraph angefügt:
1. Die Zonenbefehlshaber (in Berlin die Alliierte Kommandatura) können eine begrenzte Anzahl von Exemplaren der laut § 1 verbotenen Schriften für Forschungs- und Studienzwecke von der Vernichtung ausnehmen. Diese Schriften sind in besonderen Räumlichkeiten aufzubewahren, wo sie jedoch unter strenger Aufsicht der Alliierten Kontrollbehörde, von deutschen Wissenschaftlern und andern Deutschen, die die entsprechende Erlaubnis von den Alliierten erhalten haben, eingesehen werden können. Die Zonenbefehlshaber haben sich untereinander vermittels der Organe des Kontrollrats hinsichtlich der Anzahl und der Titel, des Aufbewahrungsorts und des Verwendungszwecks dieser Schriften Kenntnis zu geben.

Ausgefertigt in Berlin, den 13. Mai 1946.
(Die in den drei offiziellen Sprachen abgefaßten Originaltexte dieses Befehls sind von B. H. Robertson, Generalleutnant, L. Koeltz, Armeekorpsgeneral, M. I. Dratwin, Generalleutnant, und Lucius D. Clay, Generalleutnant, unterzeichnet)

## Fundstelle
- Kontrollratsbefehl Nr. 4 vom 13. Mai 1946. In: Amtsblatt des Kontrollrats in Deutschland, Nummer 7 vom 31. Mai 1946, S. 151, Digitalisat der Deutschen Nationalbibliothek: urn:nbn:de:101:1-201301314981.